# Rhene biguttata
Rhene biguttata är en spindelart som beskrevs av Peckham, Peckham 1903. Rhene biguttata ingår i släktet Rhene och familjen hoppspindlar. Inga underarter finns listade i Catalogue of Life.